# Cyclo-cross de Nommay
Le Cyclo-cross de Nommay est une compétition de cyclo-cross disputée à Nommay, dans le département du Doubs, en France.
Rare compétition française classée en C1, elle permet de retrouver les meilleurs Français qui se frottent à quelques internationaux sur le circuit de Brognard, l'épreuve fut le support de trois Championnats de France de cyclo-cross, de douze manches de la Coupe du monde de cyclo-cross, ainsi que cinq manches du Challenge la France cycliste de cyclo-cross.

## Palmarès

### Hommes élites
| Année    | Vainqueur            | Deuxième            | Troisième           |                                 |
| -------- | -------------------- | ------------------- | ------------------- | ------------------------------- |
| 1993     |                      |                     |                     | Challenge la France cyclo-cross |
| 1994     |                      |                     |                     | Challenge la France cyclo-cross |
| 1995     | Mike Kluge           | Dominique Arnould   | David Pagnier       | Challenge la France cyclo-cross |
| 1996     | Richard Groenendaal  | Daniele Pontoni     | Mario De Clercq     | Coupe du monde                  |
| 1998     | Christophe Mengin    | Dominique Arnould   | David Pagnier       | Championnats de France          |
| 1999     | Adrie van der Poel   | Daniele Pontoni     | Mario De Clercq     | Coupe du monde                  |
| 2000-1   | Daniele Pontoni      | Richard Groenendaal | Mario De Clercq     | Coupe du monde                  |
| 2000-2   | Régis Duros          | Guillaume Benoist   | Ondřej Lukeš        | Challenge la France cyclo-cross |
| 2002     | Erwin Vervecken      | Mario De Clercq     | Richard Groenendaal | Coupe du monde                  |
| 2003     | Dominique Arnould    | John Gadret         | Arnaud Labbe        | Championnats de France          |
| 2004     | Bart Wellens         | Richard Groenendaal | Erwin Vervecken     | Coupe du monde                  |
| 2005-1   | Sven Nys             | Tom Vannoppen       | Sven Vanthourenhout | Coupe du monde                  |
| 2005-2   | Francis Mourey       | Christian Heule     | Arnaud Labbe        | Challenge la France cyclo-cross |
| 2007-1   | Sven Nys             | Bart Wellens        | Gerben De Knegt     | Coupe du monde                  |
| 2007-2   | Francis Mourey       | Radomír Šimǔnek jr  | John Gadret         |                                 |
| 2008     | Lars Boom            | Sven Nys            | Bart Wellens        | Coupe du monde                  |
| 2009     | Niels Albert         | Zdeněk Štybar       | Sven Nys            | Coupe du monde                  |
| 2010     | Nicolas Bazin        | Christian Heule     | Jan Denuwelaere     |                                 |
| 2011     | Francis Mourey       | Steve Chainel       | Enrico Franzoi      |                                 |
| 2013     | Francis Mourey       | Arnold Jeannesson   | John Gadret         | Championnats de France          |
| 2014     | Tom Meeusen          | Francis Mourey      | Philipp Walsleben   | Coupe du monde                  |
| 2015     | Francis Mourey       | Diether Sweeck      | Julien Taramarcaz   |                                 |
| 2016     | Clément Venturini    | Melvin Rullière     | Arnold Jeannesson   | Coupe de France                 |
| 2018     | Mathieu van der Poel | Wout van Aert       | Toon Aerts          | Coupe du monde                  |
| 2020     | Eli Iserbyt          | Toon Aerts          | Laurens Sweeck      | Coupe du monde                  |
| 2022 (1) | Gerben Kuypers       | Joshua Dubau        | Valentin Guillaud   | Coupe de France                 |
| 2022 (2) | Gerben Kuypers       | Sandy Dujardin      | Loris Rouiller      | Coupe de France                 |
| 2024 (1) | Loris Rouiller       | David Menut         | Fabien Doubey       | Coupe de France                 |
| 2024 (2) | Loris Rouiller       | Fabien Doubey       | Rémi Lelandais      | Coupe de France                 |

### Femmes élites
| Année    | Vainqueur             | Deuxième               | Troisième              |
| -------- | --------------------- | ---------------------- | ---------------------- |
| 2000 (1) | Annabella Stropparo   | Laurence Leboucher     | Daniëlle Jansen        |
| 2000 (2) | Laurence Leboucher    | Virginie Souchon       | Marie-Hélène Coulon    |
| 2002     | Lyne Bessette         | Corine Dorland         | Reza Ravenstijn-Hormes |
| 2004     | Hanka Kupfernagel     | Maryline Salvetat      | Daphny van den Brand   |
| 2005 (1) | Hanka Kupfernagel     | Daphny van den Brand   | Maryline Salvetat      |
| 2005 (2) | Maryline Salvetat     | Laurence Leboucher     | Corinne Sempé          |
| 2007 (1) | Laurence Leboucher    | Maryline Salvetat      | Hanka Kupfernagel      |
| 2007 (2) | Pavla Havlikova       | Laurence Leboucher     | Sanne Cant             |
| 2008     | Katherine Compton     | Hanka Kupfernagel      | Georgia Gould          |
| 2009     | Katherine Compton     | Marianne Vos           | Sanne Van Paassen      |
| 2010     | Hanka Kupfernagel     | Jasmin Egger-Achermann | Caroline Mani          |
| 2011     | Lucie Chainel-Lefèvre | Hanka Kupfernagel      | Gabriella Day          |
| 2014     | Marianne Vos          | Helen Wyman            | Eva Lechner            |
| 2015     | Lucie Chainel-Lefèvre | Caroline Mani          | Lisa Heckmann          |
| 2016     | Perrine Clauzel       | Perrine Clauzel        | Evita Muzic            |
| 2018     | Katherine Compton     | Kaitlin Keough         | Pauline Ferrand-Prevot |
| 2020     | Annemarie Worst       | Ceylin Alvarado        | Katherine Compton      |
| 2022 (1) | Clara Honsinger       | Amandine Fouquenet     | Solenne Billouin       |
| 2022 (2) | Clara Honsinger       | Zoe Bäckstedt          | Amandine Fouquenet     |
| 2024 (1) | Marie Schreiber       | Hélène Clauzel         | Célia Gery             |
| 2024 (2) | Marie Schreiber       | Hélène Clauzel         | Amandine Fouquenet     |

### Hommes espoirs
| Année    | Vainqueur       | Deuxième             | Troisième              |
| -------- | --------------- | -------------------- | ---------------------- |
| 2014     | Wout van Aert   | Mathieu van der Poel | Michael Vanthourenhout |
| 2016     | Clément Russo   | Nicolas Pruvot       | Lucas Dubau            |
| 2018     | Thijs Aerts     | Yan Gras             | Joshua Dubau           |
| 2020     | Ryan Kamp       | Kevin Kuhn           | Thomas Mein            |
| 2022 (1) | Noé Castille    | Rémi Lelandais       | Corentin Lequet        |
| 2022 (2) | Rémi Lelandais  | Lukas Vanderlinden   | Timothé Gabriel        |
| 2024 (1) | Aubin Sparfel   | Nathan Bommenel      | Tristan Verrier        |
| 2024 (2) | Nathan Bommenel | Aubin Sparfel        | Tristan Verrier        |

### Hommes juniors
| Année    | Vainqueur         | Deuxième              | Troisième         |
| -------- | ----------------- | --------------------- | ----------------- |
| 2014     | Thijs Aerts       | Adam Ťoupalík         | Yannick Peeters   |
| 2016     | Nicolas Guillemin | Antoine Benoist       | Tristan Montchamp |
| 2018     | Mees Hendrikx     | Ryan Cortjens         | Tomáš Kopecký     |
| 2020     | Thibau Nys        | Rémi Lelandais        | Emiel Verstrynge  |
| 2022 (1) | Esteban Foucher   | Hippolyte Loete       | Nathan Meiller    |
| 2022 (2) | Aubin Sparfel     | Ferre Urkens          | Esteban Foucher   |
| 2024 (1) | Théophile Vassal  | Soren Bruyère Joumard | Johan Blanc       |
| 2024 (2) | Théophile Vassal  | Soren Bruyère Joumard | Johan Blanc       |

### Femmes juniors
| Année    | Vainqueur    | Deuxième       | Troisième      |
| -------- | ------------ | -------------- | -------------- |
| 2022 (1) | Julie Bego   | Anaïs Moulin   | Lise Klaës     |
| 2022 (2) | Anaïs Moulin | Wendy Bunea    | Julie Bego     |
| 2024 (1) | Lise Revol   | Anja Grossmann | Jeanne Duterne |
| 2024 (2) | Lise Revol   | Lison Desprez  | Jeanne Duterne |